# Hedyotis shiuyingiae
Hedyotis shiuyingiae är en måreväxtart som beskrevs av Tao Chen. Hedyotis shiuyingiae ingår i släktet Hedyotis och familjen måreväxter.
Artens utbredningsområde är Hongkong (Kina). Inga underarter finns listade i Catalogue of Life.